# Franziska Peer
Franziska Peer (Kufstein, 6 de mayo de 1987) es una deportista austríaca que compite en tiro, en la modalidad de rifle.
En los Juegos Europeos de Minsk 2019 consiguió una medalla de plata en la prueba de rifle en posición tendida 50 m mixto. Ganó tres medallas en el Campeonato Europeo de Tiro, en los años 2017 y 2019.

## Palmarés internacional
| Juegos Europeos    | Juegos Europeos     | Juegos Europeos   | Juegos Europeos               |
| Año                | Lugar               | Medalla           | Prueba                        |
| ------------------ | ------------------- | ----------------- | ----------------------------- |
| 2019               | Minsk (Bielorrusia) | Medalla de plata  | Rifle pos. tendida 50 m mixto |
| Campeonato Europeo |                     |                   |                               |
| Año                | Lugar               | Medalla           | Prueba                        |
| 2017               | Bakú (Azerbaiyán)   | Medalla de oro    | Rifle 3 posiciones 300 m      |
| 2017               | Bakú (Azerbaiyán)   | Medalla de plata  | Rifle 3 posiciones 50 m       |
| 2019               | Osijek (Croacia)    | Medalla de bronce | Rifle 10 m                    |